# UFC on ESPN: Overeem vs. Rozenstruik
UFC on ESPN: Overeem vs. Rozenstruik（ユーエフシー・オン・イーエスピーエヌ：オーフレイム・バーサス・ホーゼンストライク、別名UFC on ESPN 7）は、アメリカ合衆国の総合格闘技団体「UFC」の大会の一つ。2019年12月7日、ワシントンD.C.のキャピタル・ワン・アリーナで開催された。

## 大会概要
本大会ではアリスター・オーフレイムとジャルジーニョ・ホーゼンストライクによるヘビー級戦が組まれた。

## 試合結果

### アーリープレリム
第1試合 ミドル級 5分3R
○  マフムート・ムラドフ vs.  トレバー・スミス ×
3R 4:09 KO（右フック）
第2試合 女子ストロー級 5分3R
○  ビルナ・ジャンジロバ vs.  マロリー・マーティン ×
2R 1:16 リアネイキドチョーク

### プレリミナリーカード
第3試合 ライト級 5分3R
○  ジョー・ソレッキ vs.  マット・ワイマン ×
3R終了 判定3-0（30-26、30-26、30-27）
第4試合 67.4kg契約 5分3R
○  ブライス・ミッチェル vs.  マット・セイルズ ×
1R 4:20 ツイスター
※セイルズの体重超過によりフェザー級から変更
第5試合 フェザー級 5分3R
○  ビリー・クアランティーロ vs.  ジェイコブ・ギルバーン ×
2R 3:18 三角絞め
第6試合 ウェルター級 5分3R
○  ティム・ミーンズ vs.  チアゴ・アウベス ×
1R 2:38 ギロチンチョーク

### メインカード
第7試合 バンタム級 5分3R
○  ロブ・フォント vs.  リッキー・シモン ×
3R終了 判定3-0（29-28、29-28、30-27）
第8試合 バンタム級 5分3R
△  コーディー・スタマン vs.  ソン・ヤドン △
3R終了 判定1-0（29-27、28-28、28-28）
第9試合 女子バンタム級 5分3R
○  アスペン・ラッド vs.  ヤナ・クニツカヤ ×
3R 0:33 TKO（パウンド）
第10試合 ヘビー級 5分3R
○  ベン・ロズウェル vs.  ステファン・ストルーフェ ×
2R 4:57 TKO（パウンド）
第11試合 54.7kg契約 5分3R
△  マリナ・ロドリゲス vs.  シンシア・カルビーロ △
3R終了 判定1-0（29-28、28-28、28-28）
※カルビーロの体重超過によりストロー級から変更
第12試合 ヘビー級 5分5R
○  ジャルジーニョ・ホーゼンストライク vs.  アリスター・オーフレイム ×
5R 4:56 KO（右フック）

### 各賞
ファイト・オブ・ザ・ナイト：ロブ・フォント vs. リッキー・シモン
パフォーマンス・オブ・ザ・ナイト：ブライス・ミッチェル、マフムート・ムラドフ
各選手にはボーナスとして5万ドルが授与された。

### カード変更
負傷などによるカードの変更は以下の通り。